# Stasanor
Stasanor (altgriechisch Στασάνωρ Stasánōr; * im 4. Jahrhundert v. Chr.) war ein griechischer Feldherr unter Alexander dem Großen.

## Leben
Stasanor stammte aus dem zypriotischen Soloi. Vermutlich war er mit dem lokalen Herrscherhaus verwandt; er könnte ein Sohn des Pasikrates von Soloi gewesen sein. Jedenfalls war er ein Landsmann des Klearchos von Soloi. Wahrscheinlich trat er nach der Eroberung Zyperns 333 v. Chr. in Alexanders Dienste und nahm als Hetairos in dessen Gefolge am Asienfeldzug teil. Er wird jedoch in den Quellen erst 329 v. Chr. während des Feldzugs in Baktrien erwähnt, als er vom Makedonenkönig den Befehl erhielt, mit einem starken Armeekontingent den unzuverlässig erscheinenden Satrapen Arsakes von Areia gefangen zu nehmen. Er erledigte diesen Auftrag erfolgreich, brachte Arsakes im Herbst 328 v. Chr. in Ketten zu Alexander nach Zariaspa und erhielt als Belohnung selbst die Verwaltung der Satrapie Areia übertragen. Im Winter 328/327 v. Chr. kam er in Nautaka erneut mit Alexander zusammen und wurde von diesem auch als Satrap von Drangiana eingesetzt.
An Alexanders Indienfeldzug nahm Stasanor nicht teil. Nachdem der Makedonenkönig mit seinen erschöpften Truppen aus Indien zurückgekehrt war und beim Wüstenmarsch durch Gedrosien schwere Verluste erlitten hatte, sandte er berittene Boten u. a. auch zu Stasanor mit der Aufforderung, mit Hilfslieferungen an die Grenze von Karmanien zu kommen. Stasanor führte Alexander daraufhin Kamele zu, die zubereitete Lebensmittel trugen, ferner auch Pferde und Zugtiere. Danach begab er sich wieder in seine Satrapie. Angeblich war er 323 v. Chr. in Babylon am letzten Trinkgelage Alexanders beteiligt; von späteren Autoren wurde ihm die Teilnahme an einer Verschwörung gegen den König unterstellt.
Nach dem Tod Alexanders im Juni 323 v. Chr. wurde Stasanor vom Regenten Perdikkas in seinen Provinzen Areia und Drangiana bestätigt. Auf der Konferenz von Triparadeisos 320 v. Chr. wurde er dort durch seinen Landsmann Stasandros ersetzt und dafür mit den Provinzen Baktrien und Sogdien betraut. Im Jahr 317 v. Chr. ließ er Eumenes von Kardia Truppen zur Unterstützung zukommen, nahm aber selbst nicht am Kampf gegen Antigonos Monophthalmos teil. Trotz seiner Parteinahme für Eumenes wurde Stasanor vom siegreichen Antigonos 316 v. Chr. im Besitz seiner Provinzen bestätigt, weil er sich durch deren gute Verwaltung bei der Bevölkerung beliebt gemacht und so eine starke Stellung gewonnen hatte. Danach ist nichts mehr von ihm überliefert.
Stasanor ist für einen Zeitraum von etwa 60 Jahren der letzte namentlich bekannte Satrap von Baktrien-Sogdien. Um das Jahr 305 v. Chr. fielen diese Provinzen unter die Oberherrschaft des Seleukos. Der nächste bekannte Satrap, Diodotos I., sagte sich um die Mitte des 3. Jahrhunderts v. Chr. vom Seleukidenreich los und begründete das griechisch-baktrische Reich.